# Rory Turner
Rory Turner (19 de junio de 1994 en Auckland) es un futbolista neozelandés que juega como delantero en el Waitakere United.

## Carrera
Debutó en la ASB Premiership 2011/12 jugando para el Waitakere United. El Waikato FC le ofreció un contrato en 2012, aunque regresó al Waitakere en 2013 para disputar la Liga de Campeones de la OFC. Ese mismo año firmaría con el Auckland City, rival del Waitakere, en busca de mayor continuidad, aunque rescindiría con los Navy Blues en 2014. Fue contratado por el Waitakere City de la Northern League ese mismo año. Regresó al Waitakere United previo al comienzo de la temporada 2014/15, pero al no jugar pasó al Western Springs. En 2017 volvió a incorporarse al Waitakere.

### Clubes
| Club                  | País          | Año             |
| --------------------- | ------------- | --------------- |
| Waitakere United      | Nueva Zelanda | 2011 - 2012     |
| Waikato Football Club | Nueva Zelanda | 2012 - 2013     |
| Waitakere United      | Nueva Zelanda | 2013            |
| Auckland City         | Nueva Zelanda | 2013 - 2014     |
| Waitakere City        | Nueva Zelanda | 2014            |
| Waitakere United      | Nueva Zelanda | 2014 - 2015     |
| Western Springs       | Nueva Zelanda | 2015 - 2016     |
| Waitakere United      | Nueva Zelanda | 2017            |
| Waitakere City        | Nueva Zelanda | 2017 - 2018     |
| Waitakere United      | Nueva Zelanda | 2018 - Presente |

### Selección nacional
Jugó 3 partidos en la selección Sub-17 de Nueva Zelanda y convirtió 1 gol, conquistando el Campeonato Sub-17 de la OFC 2011. Con la categoría Sub-20 conquistaría también el Campeonato de la OFC 2013, aunque tampoco lograría ser convocado para la Copa Mundial Sub-20.

## Palmarés
| Título                | Club             | País          | Año     |
| --------------------- | ---------------- | ------------- | ------- |
| Campeonato Sub-17 OFC | Selección Sub-17 | Nueva Zelanda | 2011    |
| ASB Premiership       | Waitakere United | Nueva Zelanda | 2011/12 |
| Campeonato Sub-20 OFC | Selección Sub-20 | Nueva Zelanda | 2013    |
| ASB Premiership       | Waitakere United | Nueva Zelanda | 2013/14 |